# Giorgio Napolitano
Pour les articles homonymes, voir Napolitano.
Giorgio Napolitano, né le 29 juin 1925 à Naples et mort le 22 septembre 2023 à Rome, est un homme d'État italien, président de la République italienne du 15 mai 2006 au 14 janvier 2015.
Licencié en droit, il fait d’abord partie des Groupes universitaires fascistes (GUF), avant de s'engager au sein de la Résistance au régime de Benito Mussolini.
Adhérant au Parti communiste italien (PCI) après la Seconde Guerre mondiale, il est député de 1953 à 1963, puis sans discontinuer de 1968 à 1996. Il fait partie des soutiens les plus actifs du courant réformiste du PCI, qui donne naissance au Parti démocrate de la gauche (PDS) en 1991. Tandis qu'il siège au Parlement européen dès 1989, il est président de la Chambre des députés de 1992 à 1994.
Ministre de l'Intérieur dans le premier gouvernement de Romano Prodi de 1996 à 1998, il est le premier titulaire anciennement communiste de ce ministère régalien. Il retrouve les bancs du Parlement européen en 1999 avant d'être nommé sénateur à vie par le président Carlo Azeglio Ciampi en 2005.
Il est élu président de la République au quatrième tour de l'élection présidentielle de 2006, devenant ainsi le premier ancien communiste élu au palais du Quirinal. En 2011, alors que l'Italie est confrontée à une sévère crise économique et financière, il obtient la démission du président du Conseil Silvio Berlusconi, puis nomme pour lui succéder l'économiste Mario Monti. Cette période voit alors s'accroître, d'une manière encore inédite, l'importance du pouvoir du chef de l'État.
Alors qu’il ne voulait pas concourir à sa propre succession, il est réélu chef de l'État lors de l’élection présidentielle de 2013, après l'élection d'un Parlement sans majorité ayant entraîné une importante crise politique ; il est alors le premier président de la République sortant reconduit pour un second mandat. Ayant prévenu qu'il n'assumerait pas ce second mandat jusqu'à son terme, il démissionne en 2015 et redevient sénateur à vie.
À la fin de sa vie, âgé de 98 ans, il est le doyen du Sénat de la République — où il siège au sein d'un groupe centriste régionaliste — et, plus généralement, du Parlement de la République italienne. Il est par ailleurs le président de la République italienne à avoir vécu le plus longtemps.

## Situation personnelle

### Études et engagement dans la Résistance
En 1942, Giorgio Napolitano, fils de l'avocat libéral Giovanni Napolitano, s'inscrit à la faculté de droit de l'université de Naples Federico II ; comme de nombreux autres étudiants italiens, il est intégré dans les Groupes universitaires fascistes (GUF), mais, parallèlement, s'engage pour la Résistance contre le régime fasciste. C'est durant cette période que naît sa sympathie pour le Parti communiste italien (PCI), qu'il intègre en 1945, après la fin de la Seconde Guerre mondiale.
Pendant ses études, Giorgio Napolitano se passionne pour la littérature, le théâtre et la poésie, des arts qu'il étudiait au lycée avec des amis comme Francesco Rosi, Giuseppe Patroni Griffi et Raffaele La Capria. En 1947, il obtient une licence en droit avec une thèse d'économie politique.

### Vie privée et familiale
En 1959, Giorgio Napolitano, alors parlementaire, épouse Clio Maria Bittoni lors d'une cérémonie civile, comme il était de coutume pour les cadres et les membres du Parti communiste italien. Née en 1934 à Chiaravalle, Clio Maria Bittoni est une avocate spécialisée dans le droit du travail ; elle rencontre celui qui deviendra son époux alors qu'elle travaille dans un cabinet d'avocats romain. De ce mariage naissent deux fils, prénommés Giovanni (1961) et Giulio (1969). Travaillant au service de la Ligue coopérative (ou Legacoop), elle quitte ces responsabilités après l'élection de son mari, en 1992, à la présidence de la Chambre des députés.

## Parcours politique

### Du PCI au PDS

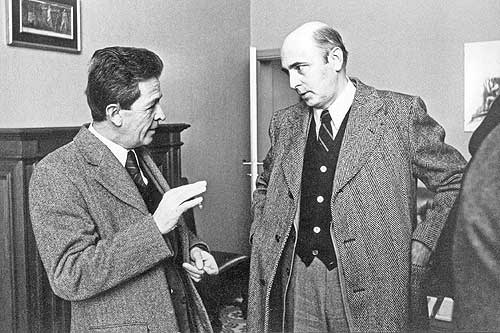
Enrico Berlinguer et Giorgio Napolitano dans les années 1970.

En 1945, après la fin de la Seconde Guerre mondiale, Napolitano, après avoir rejoint le Parti communiste italien, est élu député en 1953 pour la première fois. En 1956, à la suite de l'écrasement de l'insurrection de Budapest par les chars soviétiques, il appuie l'action de l'URSS, qu'il qualifie de contribution à la paix mondiale, quand bien même Antonio Giolitti et d'autres éminents dirigeants quittaient le PCI. A posteriori, il considère que le PCI, s'il se distinguait déjà à l'époque d'un parti purement stalinien du fait de ses idéaux démocratiques issus de l'antifascisme, était encore prisonnier du « mythe de l'URSS » qui faisait partie de son « ADN » politique, et dont il a été par la suite nécessaire de se libérer. À plusieurs reprises, Napolitano prit part au comité national du parti, devenant un de ses dirigeants les plus influents jusqu'à la mutation du parti vers 1991 ; ses idées politiques penchaient cependant à droite au sein de son parti.
À partir des années 1970, Giorgio Napolitano est, aux côtés du secrétaire général Enrico Berlinguer, l'un des principaux défenseurs de l'évolution réformiste du Parti communiste italien. Sous l'influence de son aile modérée, le PCI devient progressivement dans les faits, tout en demeurant officiellement allié à l'URSS, un parti de type social-démocrate,. Napolitano est, comme Berlinguer, un partisan convaincu du courant eurocommuniste, qui conduit le PCI à remettre en cause la conception soviétique du communisme.
En 1991, après l'auto-dissolution du PCI et sa transformation en Parti démocrate de la gauche (PDS), Napolitano adhère à ce nouveau parti de gauche modérée, comme la majorité des cadres ex-communistes tel Massimo D'Alema ; les orthodoxes comme Armando Cossutta fondent de leur côté, le Parti de la Refondation communiste (PRC). Le PDS sera, par la suite, remplacé par les Démocrates de gauche (DS).

### Député et président de la Chambre

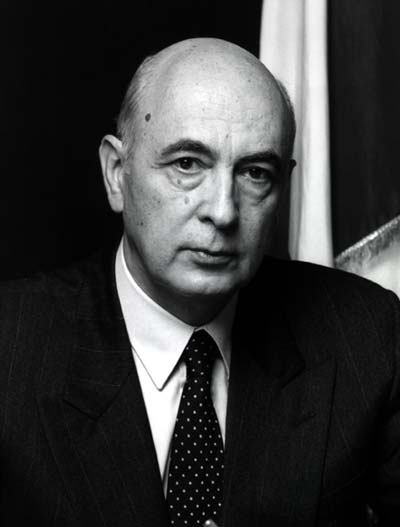
Giorgio Napolitano, alors président de la Chambre des députés, en 1992.

Giorgio Napolitano est député de 1953 à 1963, puis, sans discontinuer, de 1968 à 1996. Au palais Montecitorio, le député Napolitano assume des responsabilités politiques de premier plan : président du groupe des députés communistes de 1981 à 1986, il siège sur les bancs de la Commission des Affaires étrangères de 1984 à 1992.
Le 3 juin 1992, Giorgio Napolitano est élu président de la Chambre des députés au 5e tour de scrutin, ayant recueilli 360 suffrages des 575 députés ayant pris part au vote ; il prend, à ce titre, la succession d'Oscar Luigi Scalfaro, élu président de la République le 25 mai précédent. Giorgio Napolitano est le troisième homme politique ayant appartenu au parti communiste élu à la troisième charge de la République, après Pietro Ingrao et Nilde Iotti. Respecté par la majorité comme par l'opposition de centre-droit pour sa modération, Napolitano doit exercer cette fonction dans un contexte difficile pour la classe politique, purgée par l'opération Mani pulite, menée par des juges contre la corruption dominante. Son mandat s'achève avec la dissolution du Parlement décidée par le président Scalfaro, en 1994 ; c'est la jeune députée Irene Pivetti, membre de la Ligue du Nord, qui lui succède à la présidence de la chambre basse.
Après avoir quitté la présidence de la Chambre, Napolitano retrouve la Commission des Affaires étrangères, au sein de laquelle il siège jusqu'en 1996.
En 2003, le président de la Chambre des députés, Pier Ferdinando Casini, propose à Giorgio Napolitano la présidence, honorifique, de la Fondation de la Chambre, une association gérant les archives de la Chambre basse ; une charge acceptée par Napolitano, qui présidera cette institution jusqu'à ce qu'il soit nommé sénateur à vie, le 23 septembre 2005, par le président de la République, Carlo Azeglio Ciampi.

### Député européen
En 1989, Napolitano est élu membre du Parlement européen. Il occupe ses fonctions de député européen jusqu'en 1992, lorsqu'il fut élu président de la Chambre des députés en Italie.
En 1999, Giorgio Napolitano est à nouveau élu au Parlement européen. Il s'implique dans son travail, assumant notamment la présidence de la commission des affaires constitutionnelles jusqu'en 2004, année lors de laquelle il ne se représente pas.

### Ministre de l'Intérieur
Le 17 mai 1996, bien qu'il n'ait pas été réélu député, Giorgio Napolitano est nommé ministre de l'Intérieur et prête serment, comme les autres ministres du premier gouvernement de Romano Prodi, au palais du Quirinal, devant le président Oscar Luigi Scalfaro. C'est en cette qualité qu'il propose, avec la ministre pour la Solidarité sociale, Livia Turco, la construction de centres de détention pour les immigrants illégaux.
Giorgio Napolitano, premier ministre de l'Intérieur issu des rangs de l'ex-PCI, quitte ses fonctions le 21 octobre 1998, du fait de la démission du premier cabinet de Prodi.

### Élection présidentielle de 2006
Le nom de Giorgio Napolitano s'impose dans la course à la succession du président Carlo Azeglio Ciampi après que celui-ci a publiquement annoncé qu'il ne sollicitait pas un second mandat, au mois d'avril 2006. Ancien président de la Chambre des députés, sénateur à vie depuis quelques mois, Napolitano est alors présenté comme un candidat sérieux pour la présidence de la République italienne.
Alors que l'éventuelle élection de Massimo D'Alema au palais du Quirinal était sérieusement envisagée, le chef de la coalition majoritaire au Parlement, Romano Prodi, apporte son soutien à la candidature de Giorgio Napolitano, âgé de 80 ans. Lors des trois premiers tours de scrutin nécessitant la majorité des deux-tiers pour être élu, celui-ci ne recueille qu'un nombre très restreint de suffrages, oscillant entre 8 et 16 voix, avant d'être élu, le 10 mai 2006, président de la République au quatrième tour de scrutin nécessitant la majorité absolue, avec 543 voix sur 1 009 grands électeurs.

### Président de la République

#### Investiture pour son premier mandat
Premier chef de l'État issu de l'ex-PCI, troisième président situé au centre-gauche de l'échiquier politique et deuxième sénateur à vie élu à la magistrature suprême, il prête serment le 15 mai 2006 devant les sénateurs, les députés et les représentants des régions convoqués en session conjointe. Âgé de 80 ans, Giorgio Napolitano succède au président sortant Carlo Azeglio Ciampi, devenu sénateur à vie comme ancien chef de l'État.
Dans le long discours d'investiture qu'il prononce après sa prestation de serment, le nouveau président de la République italienne évoque des sujets aussi variés que l'unité du pays, la réforme des institutions et l'engagement de l'Italie vis-à-vis de l'Union européenne, qu'il présente comme une « seconde patrie » pour les Italiens. Réclamant « plus de justice et de cohésion sociale », Giorgio Napolitano dit espérer être entendu dans « l'Italie profonde, l'Italie des cent provinces, l'Italie de la fatigue quotidienne et de la volonté de progresser », louant les ressources qu'offrent les institutions régionales et l'apport citoyen à la collectivité.
Conscient des profondes divisions politiques et sociales que doit supporter le pays, le nouveau chef de l'État s'efforce d'être le garant de l'unité nationale, sans considération particulière pour une partie de l'échiquier politique contre une autre. « Je ne serai en aucun moment le président de la seule majorité qui m’a élu » insiste le nouveau président italien dans son discours inaugural, ajoutant que pour « compter sur la confiance des représentants du peuple et des citoyens italiens sans distinction d’appartenance politique », il se devra, durant son mandat, de privilégier l'intérêt général. Il se donne aussi pour tâche de « changer le climat politique italien », pour favoriser un dialogue constructif entre la majorité, très fragile, et l'opposition parlementaires.

#### Difficultés du cabinet de Romano Prodi

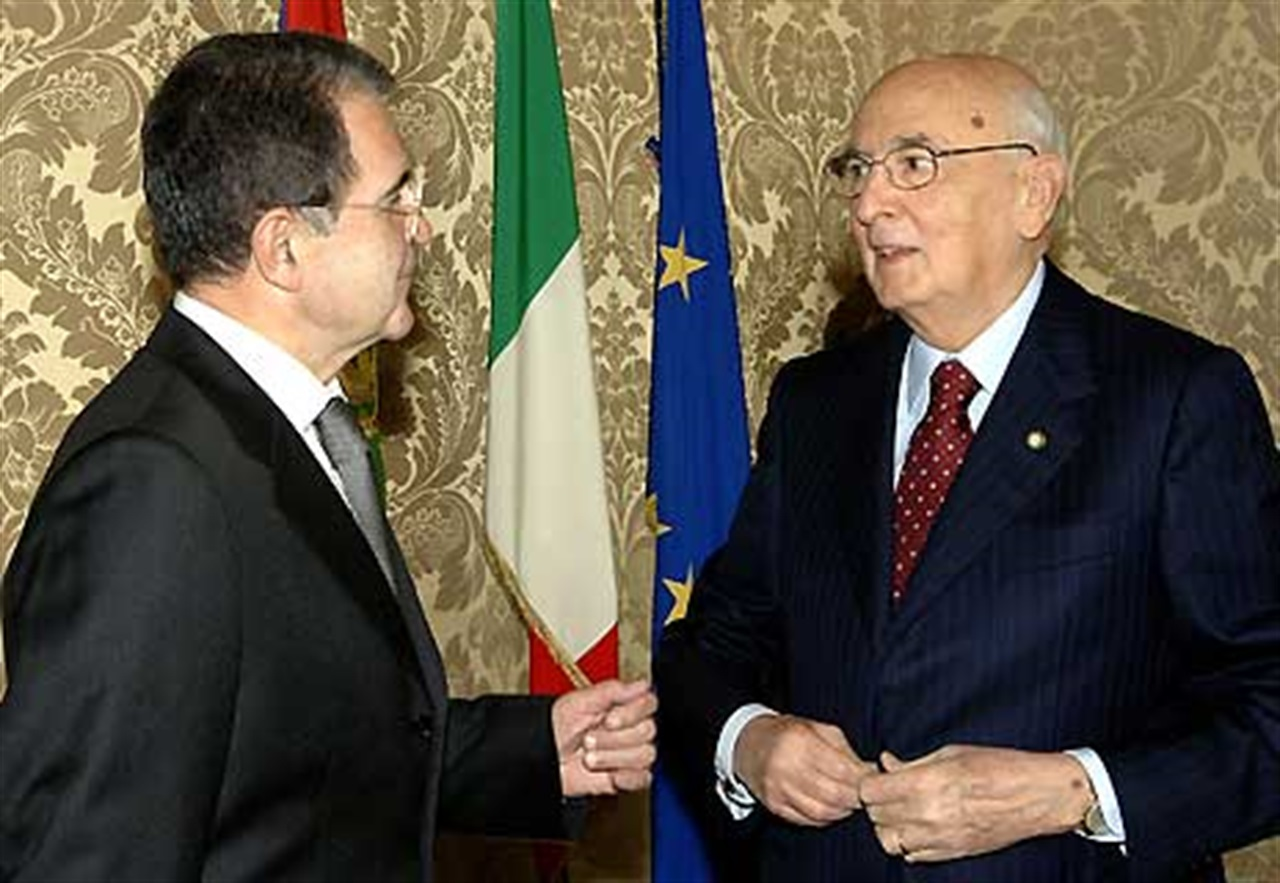
Romano Prodi et Giorgio Napolitano dans un salon du Quirinal en 2006.

Le jour même de sa prise de fonctions, il nomme le conseiller d'État Donato Marra au secrétariat général de la présidence de la République, pour l'assister dans son travail. D'autre part, l'investiture de Napolitano permet l'accélération du processus de formation d'un gouvernement, pour lequel est désigné Romano Prodi, le chef de la coalition de centre-gauche relativement majoritaire au Parlement. Celui-ci, après de courtes négociations avec ses partenaires de centre-gauche, parvient à retrouver la présidence du Conseil le 17 mai ; ce même jour, le nouveau gouvernement prête serment dans la salle des fêtes du palais du Quirinal, devant le président Napolitano, qui va devoir travailler avec un gouvernement exposé à une situation politique délicate puisque ne disposant pas d'une majorité solide à la Chambre des députés comme au Sénat de la République.
Le 9 juillet, Giorgio Napolitano assiste, en tant que chef de l'État italien, à la finale entre la France et Italie de la Coupe du monde de football, à Berlin, en Allemagne. Après Sandro Pertini, qui vit la victoire de l'équipe nationale en 1982, Napolitano est le second président de la République italienne présent à l'occasion de la finale d'une Coupe du monde de football. Finalement, l'Italie gagne cette compétition et le chef de l'État, pour faire honneur aux joueurs de l'équipe nationale, leur accorde de l'accompagner dans son avion présidentiel pour rentrer au pays.
Le 21 février 2007, le gouvernement de Romano Prodi est mis en minorité, au Sénat ; pour la première fois, le cabinet issu des dernières élections générales est confronté à une véritable crise politique. Romano Prodi se rend au palais du Quirinal pour remettre sa démission au président de la République, qui doit choisir entre la dissolution du Parlement, que les deux hommes ne souhaitent pas à l'inverse de l'opposition, et une solution alternative. Après avoir mené quelques consultations d'usage, le chef de l'État maintient sa confiance au président du Conseil, refusant sa démission et le sommant de demeurer aux affaires.
Néanmoins, ce gouvernement, déjà fragilisé par la démission de son ministre de la Justice Clemente Mastella, est renversé au Sénat le 24 janvier 2008. Le président du Conseil présente sa démission, cette fois acceptée par Napolitano, qui, le 30 janvier suivant, charge le président du Sénat, Franco Marini, de la formation d'un gouvernement de transition. En fait, le président de la République espère éviter une dissolution avant qu'une réforme de la loi électorale, jugée responsable de l'instabilité politique chronique de la péninsule, ne soit approuvée par les deux chambres du Parlement.
Cependant, l'opposition de droite, menée par Silvio Berlusconi, n'entend pas conférer à Marini la légitimité nécessaire à la constitution d'un gouvernement provisoire et réclame alors la convocation immédiate d'élections anticipées, ce que le président Napolitano, constatant l'échec de Marini, doit accepter. Des élections générales sont alors prévues pur les 14 et 15 avril 2008.

#### Gouvernement de Silvio Berlusconi et crise de la zone euro

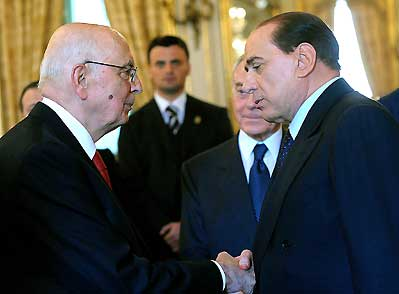
Le président Napolitano saluant le président du Conseil Silvio Berlusconi le 8 mai 2008 au palais du Quirinal.

Après une campagne marquée par les critiques répétées de l'ancien président du Conseil, Silvio Berlusconi, à l'encontre du bilan politique de la coalition de centre-gauche sortante, menée par Romano Prodi, la droite italienne, menée par l'ancien chef du gouvernement, remporte les élections générales anticipées des 13 et 14 avril. Berlusconi dispose d'une confortable majorité à la Chambres des députés, comme au Sénat de la République. Le 7 mai, le président Napolitano charge, en conséquence, Silvio Berlusconi de la formation d'un nouveau cabinet et c'est le lendemain que le nouveau président du Conseil des ministres et les membres de son gouvernement prêtent serment devant le président Napolitano, dans la salle des fêtes du palais du Quirinal.
Dans les premiers temps de cette cohabitation, la relation du chef de l'État et du président du Conseil est jugée courtoise, mais froide, tant les personnalités des deux intéressés semblent différentes.
Le 6 octobre 2009, Giorgio Napolitano est mis en cause dans son impartialité par le président du Conseil Silvio Berlusconi. Le chef du gouvernement, irrité après l'annulation par la Cour constitutionnelle d'une loi qui accordait aux présidents de la République, des deux chambres du Parlement et du Conseil des ministres une immunité pénale, affirme qu'il « sait comme tout le monde, de quel côté se trouve le président de la République », qui se disait opposé à ce texte. Fait qualifié d'extrêmement rare dans la presse italienne, le Quirinal réplique dans un communiqué lapidaire que « le président de la République, comme tout le monde le sait, est du côté de la Constitution et travaille avec un esprit de collaboration loyale avec les institutions ».
Après l'agression de Berlusconi, le 13 décembre 2009, à Milan, le président de la République a « fermement condamné ce grave geste d'agression » et apporte son soutien au président du Conseil ; le chef de l'État, qui est revenu sur cet épisode durant son discours télévisé de fin d'année, le 31 décembre, a souligné que seules « la lucidité et la mesure » dans la « confrontation politique » se devaient de rigueur.

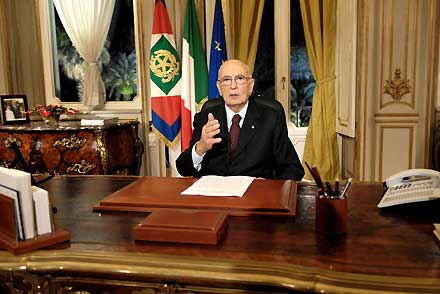
Giorgio Napolitano dans son bureau au Quirinal le 31 décembre 2008.

Après la crise politique interne de 2010 opposant le président de la Chambre Gianfranco Fini au président du Conseil Silvio Berlusconi, Giorgio Napolitano sort de sa réserve et refuse, dans le quotidien de gauche l'Unità, l'éventualité d'élections législatives anticipées, craignant un « vide politique » qui mettrait en danger la reprise et la stabilité de l'Italie. Ces déclarations font suite à celles de Silvio Berlusconi, qui a mis au défi Gianfranco Fini en le menaçant de demander au chef de l'État de dissoudre le Parlement. Peu avant le vote de confiance imposé au gouvernement Berlusconi par les deux chambres du Parlement, en décembre, il estime « incertain » l'avenir de l'Italie, ajoutant que seule « une boule de cristal » pourrait répondre aux interrogations.
Le 17 mars 2011, le président Napolitano, garant des institutions et de l'Unité nationale, prononce, devant les parlementaires, réunis au palais Montecitorio, le siège de la Chambre basse du Parlement, un grand discours, suivi, d'une attention particulière, par l'ensemble de la classe politique, alors que l'Italie célèbre son 150e anniversaire, dans lequel il invite les Italiens à « ne pas craindre de tirer les leçons du Risorgimento », évoquant dans ce discours la « question sociale des inégalités et des injustices (…) qui se présente aujourd'hui en Italie ». Dans un contexte politique particulier, le chef de l'État intervient alors de façon fréquente dans les médias pour souligner l'importance de son rôle et pour livrer ses réflexions sur la situation politique et sociale du pays.
En juillet 2011, lors de la crise de la dette dans la zone euro, Silvio Berlusconi propose au Parlement un plan d'austérité, qui est rapidement adopté par le Parlement italien. Cette rapidité est alors qualifiée de « miracle » par le président Giorgio Napolitano. Le 11 août, le chef de l'État, qui se trouvait en vacances, prend la décision d'anticiper son retour au Quirinal et de convoquer au palais le président du Conseil et le ministre des Finances dans le dessein d'évoquer la situation économique de l'Italie, jugée préoccupante par les marchés.
Le 12 octobre, le président Napolitano sort, une fois de plus, de sa traditionnelle réserve, pour demander « une réponse crédible » aux réformes menées par le gouvernement Berlusconi, évoquant alors un vote de confiance au Parlement. Cette demande du président de la République se fait sur un fond de tension entre le président du Conseil Silvio Berlusconi et sa majorité parlementaire, alors que le chef du gouvernement est confronté dans le même temps à un 51e vote de confiance depuis son retour à la présidence du Conseil, en 2008.
Le 8 novembre, alors que les rumeurs d'une éventuelle démission du président du Conseil ne font que progresser, le président Napolitano annonce que Berlusconi devra présenter sa démission après le vote, par le Parlement, d'une loi de finances portant notamment sur la rigueur budgétaire imposée par l'Union européenne. Tenant à rassurer les marchés européens, inquiets quant à l'importante dette de l'Italie, le chef de l'État annonce, dans un communiqué officiel qu'il « n'y a aucune incertitude sur la démission du président du Conseil », n'excluant pas la tenue d'élections générales anticipées, mais insistant quant au fait que « les craintes d'une paralysie politique ne sont pas fondées ». Le même jour, Mario Monti, ancien commissaire européen, est nommé sénateur à vie par le président Napolitano ; cette nomination est qualifiée par la presse italienne de prélude à la nomination de Monti à la présidence du Conseil,. La presse européenne, quant à elle, souligne alors le rôle important que le chef de l'État italien a occupé quant à la démission du chef du gouvernement, estimant que le président italien, qui aurait pu se contenter d'un rôle d'arbitre, est une nouvelle fois monté en première ligne.
Le 12 novembre, Silvio Berlusconi se rend au Quirinal afin de présenter au chef de l'État la démission de son gouvernement, laissant le choix au président Napolitano quant à deux solutions : dissoudre les deux Chambres du Parlement et convoquer de nouvelles élections générales ou nommer une personnalité de consensus à la présidence du Conseil. C'est cette dernière solution qui est envisagée par la presse italienne avec la nomination de l'ancien commissaire européen Mario Monti. Au lendemain de la démission du chef du gouvernement, le président de la République entame une série de consultations avec les chefs des principaux groupes politiques parlementaires, dans le but de la formation du nouveau gouvernement. Ainsi, il pourrait officiellement nommer Monti, lui conférant la formation d'un gouvernement pour le lendemain.

#### Gouvernement technique de Mario Monti

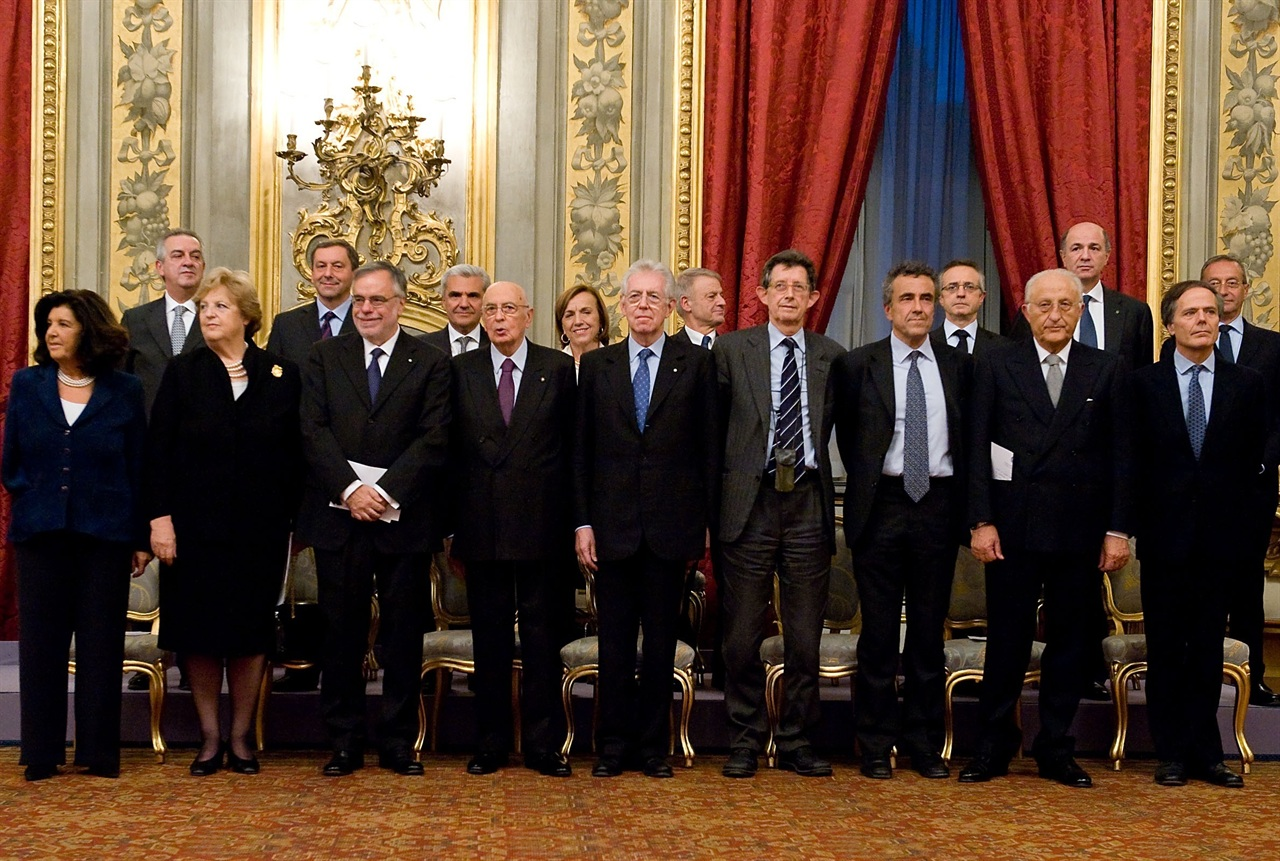
Giorgio Napolitano entouré des membres du gouvernement Monti au palais du Quirinal le 16 novembre 2011.

Dès le lendemain suivant la démission de Silvio Berlusconi, le président Napolitano, conformément à la Constitution, consulte au Quirinal les principales figures de la vie politique (anciens présidents de la République, chefs des groupes parlementaires, chefs des partis politiques) de sorte à trouver le meilleur consensus quant à la nomination attendue de l'économiste Mario Monti à la présidence du Conseil. Après dix-neuf entretiens, le chef de l'État annonce, lors d'une conférence de presse, que Mario Monti s'est vu confier, par le chef de l'État, la charge de former un gouvernement, qui, après avoir prêté serment, devra solliciter la confiance des députés et des sénateurs. Le 16 novembre, le gouvernement Monti, composé de techniciens prête serment devant le président de la République, au palais du Quirinal.
En Europe, nombreux sont ceux qui saluent alors l'influence exercée par le chef de l'État quant à la nomination de Mario Monti et une transition politique qui n'a pas nécessité d'élections anticipées, contrairement aux demandes de l'IdV, le parti d'Antonio Di Pietro et la Ligue du Nord de l'ancien ministre populiste Umberto Bossi, uniques partis parlementaires s'opposant à la politique défendue par Monti. Le rôle, fort important, du président de la République italienne, dans l'investiture de ce gouvernement technique, composé d'experts, lui valut le surnom de King George (« Le roi Georges »), prêté par le journal américain The New York Times.
La popularité du président Napolitano, au gré de ces événements politiques, s'éleva à 85 % de bonnes opinions,, ce qui fit de lui la personnalité politique jugée comme étant la plus digne de confiance du pays.
Lors de son traditionnel discours de fin d'année retransmis depuis le palais du Quirinal à la télévision italienne, le 31 décembre, le président Napolitano appelle les Italiens à accepter les sacrifices auxquels le pays est confronté face à la crise économique. Au cours de son allocution télévisée, le chef de l'État affirme que « les sacrifices sont nécessaires » afin d'« assurer un avenir aux jeunes » et d'éviter « l’effondrement des finances »,. Cette déclaration présidentielle intervient une semaine après l'approbation, par le Parlement, d'un paquet de mesures de rigueur proposé par le président du Conseil, Mario Monti.
Le 9 mars 2012, après l'annonce de l'échec d'un raid militaire, puis de la mort de deux otages, un Britannique, Chris McManus, et un Italien, Franco Lamolinara, le président Napolitano réagit de façon critique au comportement des forces armées britanniques, qui ont collaboré avec les forces armées locales, comme à la tentative de libération avortée : « Nous n’avons été ni informé, ni consulté. Une action militaire pouvait avoir des conséquences dramatiques et, malheureusement, ce fut le cas », affirme le chef de l'État italien, ajoutant que, « sur le plan politico-diplomatique, une clarification semble nécessaire ». Cet incident diplomatique sera relayé par la plupart des médias italiens et européens.
Le 20 mai suivant, à la suite d'un attentat terroriste commis au lycée professionnel Morvillo-Falcone, situé à Brindisi, dans le Sud du pays, provoquant alors le décès d'une jeune lycéenne, le président Napolitano appelle solennellement à « un maximum de fermeté » contre « tout foyer de violence terroriste ». Cet attentat survient près de vingt ans après l'assassinat du juge Giovanni Falcone, réputé pour son combat contre la corruption.
En novembre 2012, le président Napolitano rejeta l'idée, pour Mario Monti, d'une candidature de celui-ci aux élections législatives de 2013, avançant le fait que le chef du gouvernement porte, déjà, le titre parlementaire de sénateur à vie, incompatible avec la charge de député. Un mois plus tard, le 21 décembre, la loi de finances présentée par le gouvernement ayant été adoptée par les deux chambres du Parlement, le chef de l'État accepta la démission du chef du gouvernement, qui perdit le soutien du PDL, le parti de Silvio Berlusconi. Dans le même temps, Napolitano confirma son intention de renoncer à un second mandat présidentiel de sept ans, respectant la tradition instaurée par ses prédécesseurs. Le lendemain, le chef de l'État signa un décret rendant effective la dissolution du Parlement et la convocation d'élections générales anticipées à la date du 24 février 2013, le scrutin, qui devait, à l'origine, se tenir en avril, étant, en conséquence, anticipé de quelques semaines ; pour justifier « cet épilogue », tel qu'il fut présenté par Napolitano, le président de la République avança le fait que cet acte présidentiel apparaissait comme « l'unique solution » possible faisant suite à la démission du président du Conseil. C'est la seconde fois, depuis son investiture au Quirinal, que le président Napolitano décida de convoquer des élections générales anticipées à la suite d'une dissolution.
Le 31 décembre, lors de l'ultime discours télévisé de fin d'année de son septennat, le président Napolitano insista sur le fait que « certains choix du gouvernement dictés par la nécessité de réduire l'importante dette publique de l'Italie » peuvent paraître « lourds », bien que « nécessaires », le chef de l'État évoquant l'an 2013 comme une année difficile, subie par « le monde, l'Europe et plus particulièrement l'Italie ». Pour le chef de l'État italien, si le pays peut « sortir de la récession et relancer l'économie », ce sera « seulement avec l'Europe ».

#### Élection présidentielle de 2013

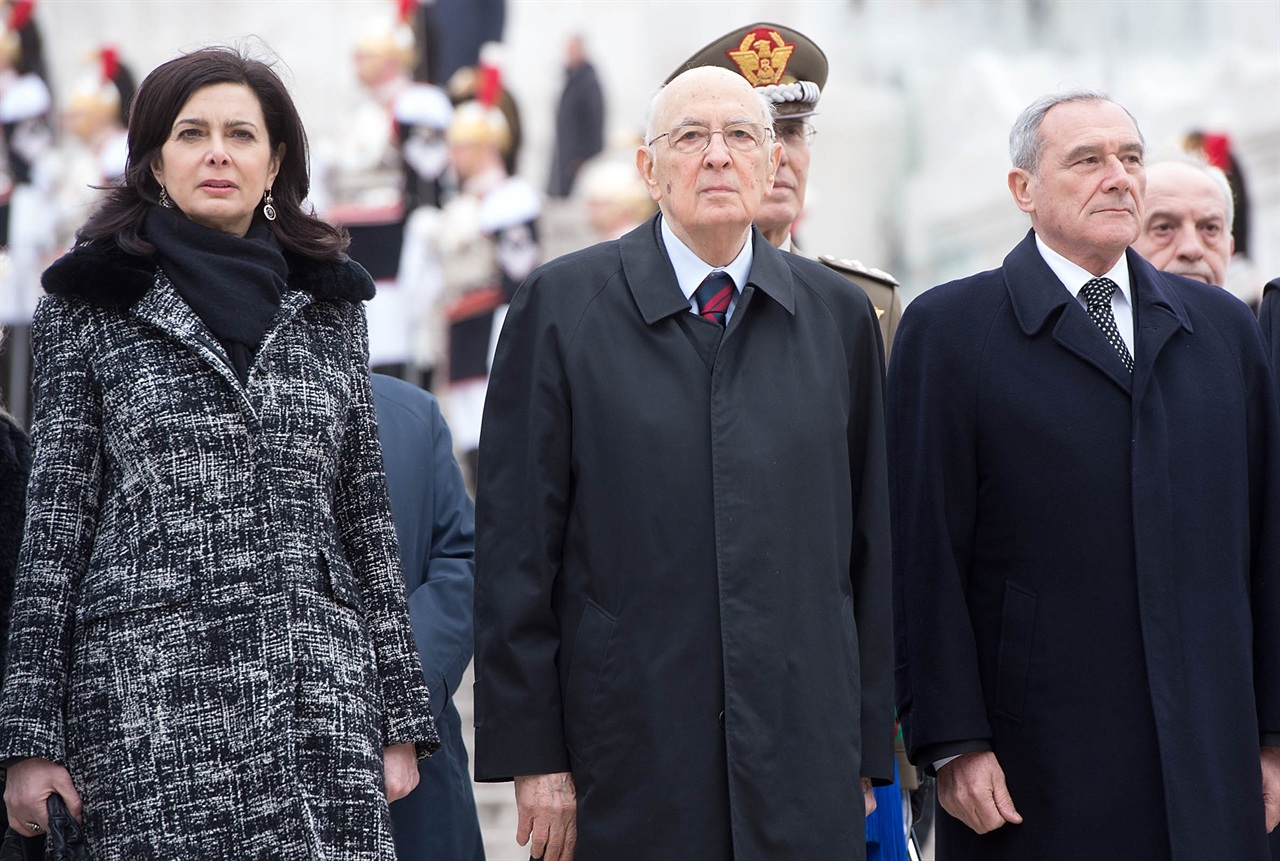
Giorgio Napolitano avec les présidents de la Chambre des députés, Laura Boldrini, et du Sénat, Pietro Grasso, le 17 mars 2013 à Rome.

Les élections générales des 24 et 25 février sont marquées par le blocage politique du Parlement. Du fait de la loi électorale de 2005, la coalition de centre gauche Italie. Bien commun, menée par le secrétaire du Parti démocrate (PD), Pier Luigi Bersani, détient une majorité de 345 sièges sur 630 à la Chambre des députés grâce à la prime accordée à la coalition arrivée en tête, tandis qu'au Sénat de la République, elle ne remporte que 123 élus sur 319, en comptant les sénateurs à vie. Le scrutin voit le surprenant retour de Silvio Berlusconi, la percée du Mouvement 5 étoiles (M5S) de Beppe Grillo et l'échec relatif du Choix civique pour l'Italie, la formation du président du Conseil, Mario Monti, qui ne dépasse pas 10 % des suffrages exprimés.
Malgré cette situation, le président Napolitano, alors en visite à Berlin, en Allemagne, tenant à rassurer ses partenaires européens, récuse fermement l'idée d'une « maladie [économique et politique] italienne » pouvant frapper d'autres États européens, tout en reconnaissant une « situation politique complexe », issue du récent scrutin parlementaire, qu'il dit « ne pas pouvoir » corriger par la convocation de nouvelles élections anticipées,.
Le 22 mars, après avoir consulté l'ensemble des forces politiques représentées au Parlement, le président Napolitano confie à Bersani le mandat de trouver une majorité parlementaire cohérente ayant le pouvoir d'accorder sa confiance à un gouvernement nommé ; Bersani, cependant, n'étant guère parvenu à convaincre le M5S à la chambre haute, rend sa mission au chef de l'État, qui, le 28 mars, reprend lui-même les consultations, dans le dessein de nommer un gouvernement pour le pays.
À l'approche de la fin de son mandat présidentiel, le chef de l'État retrouve, à nouveau, le premier plan, à l'occasion d'une crise politique importante. Le président ne pouvant dissoudre les chambres dans les six derniers mois de son mandat, la presse se fait l'écho de sa volonté de remettre sa démission, ce qui aurait pour conséquence d'avancer l'élection présidentielle, le nouveau chef de l'État ayant alors la possibilité de convoquer des élections anticipées.
Cependant, le 30 mars, il indique qu'il consacrerait ses forces « jusqu'au dernier jour [de son mandat] » pour nommer un gouvernement. Il annonce alors la nomination de deux groupes de travail : le premier, composé de quatre personnes, sera chargé de proposer une série de réformes institutionnelles nécessaires pour mettre fin au blocage politique ; le second, composé, lui, de six membres, devra penser les grandes réformes économiques et sociales dont le pays a besoin, le président Napolitano rappelant toutefois que le gouvernement Monti continue de gérer les affaires courantes, n'a pas été mis en minorité au Parlement et compte prendre de nouvelles décisions dans le domaine économique. Le 12 avril suivant, après s'être fait remettre les conclusions de ces deux groupes de travail, le chef de l'État lança un ultime appel à « la responsabilité des partis politiques » et déclara laisser en suspens la procédure de nomination d'un gouvernement jusqu'à l'élection de son successeur au palais du Quirinal.

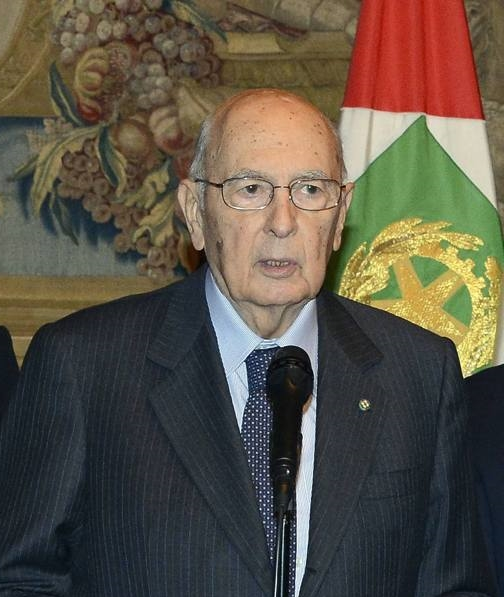
Le président Napolitano, le jour de sa réélection, le 20 avril 2013.

Le 20 avril 2013, au matin, deux jours après l'ouverture de la session conjointe des chambres du Parlement et des représentants des régions, un cinquième tour de scrutin ne permet pas de désigner un nouveau président, Pier Luigi Bersani n'étant pas parvenu à faire élire les candidats soutenus par le Parti démocrate, Franco Marini puis Romano Prodi. Le président Napolitano, sollicité par le Parti démocrate de Bersani, le Peuple de la liberté (PdL) de Silvio Berlusconi, Ligue du Nord (LN) de Roberto Maroni et le Choix civique pour l'Italie (SC) de Mario Monti, accepte alors de se porter candidat pour un second mandat présidentiel, considérant cette candidature comme « un devoir de responsabilité devant la Nation »,,,. Le même jour, Giorgio Napolitano, âgé de 87 ans, est confortablement réélu président de la République, au sixième tour de scrutin, par 738 grands électeurs italiens, ayant reçu le soutien du PdL, d'une grande partie des grands électeurs du PD, de la LN et de la SC ; il est, en conséquence, le premier président sortant reconduit pour un nouveau mandat présidentiel, bien que Napolitano ait déclaré que ce second mandat ne serait que provisoire. Si le chef du Mouvement 5 étoiles, Beppe Grillo, dénonce un « coup d'État » — une déclaration condamnée par bon nombre de personnalités de la société civile et politique —, nombreux sont ceux qui, en Italie, comme à l'étranger, saluent le geste du chef de l'État italien, à l'image du président des États-Unis, Barack Obama, qui évoque « une garantie pour l'Italie » ; le président Napolitano, néanmoins, a demandé, des partis politiques, des efforts, dans le dessein de sortir l'Italie de l'impasse, le chef de l'État étant en position de nommer un nouveau gouvernement qu'il espère largement soutenu par les forces politiques dans leur ensemble,.
Le 22 avril 2013, le président Napolitano se présente de nouveau devant le collège électoral, convoqué au palais Montecitorio, de Rome, jurant fidélité à la République et loyauté envers la Constitution. Dans son discours inaugural, le chef de l'État italien fustige sévèrement la classe politique italienne, critiquant l'impuissance, face à l'impasse, des forces politiques du pays, bloquées par « l'incompréhensible peur » d'une coalition gouvernementale, cependant nécessaire, compte tenu de « la situation d'urgence aigüe » vécue par l'Italie, et dénonçant l'action « inefficace » menée contre la corruption. De même, le président Napolitano s'est montré pressant, de par ce discours, menaçant ainsi de rendre son mandat si des réformes politiques et sociales n'étaient pas rapidement proposées par le prochain gouvernement, puis approuvées par le Parlement, évoquant alors une réforme nécessaire de la loi électorale de 2005, jugée pour partie responsable de l'impasse politique traversée par le pays, Napolitano concluant son discours en ces termes : « Je suis prêt, s'il le faut, à mettre mes forces à dure épreuve ».

#### Second mandat et gouvernements d'union nationale

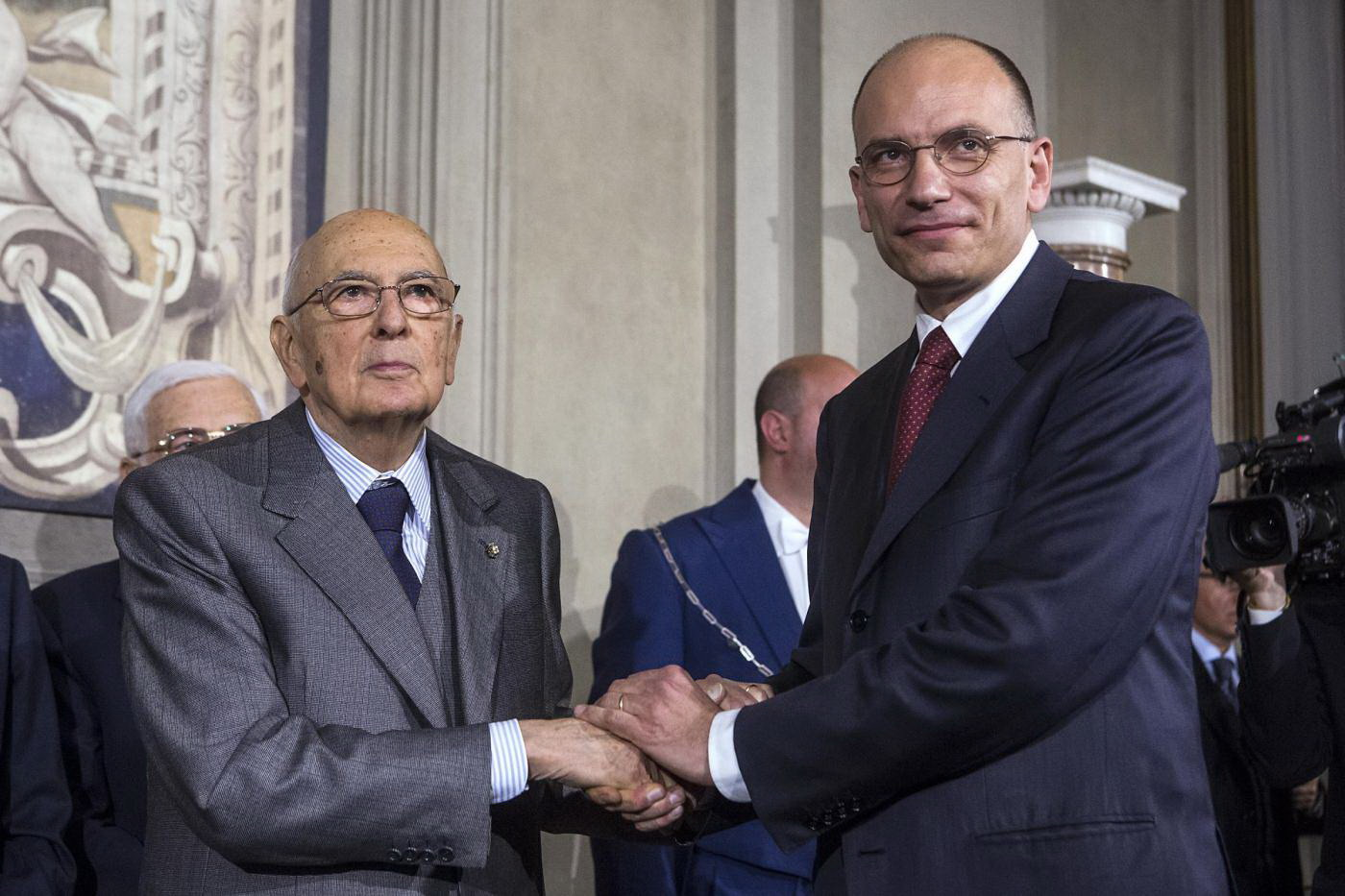
Giorgio Napolitano et Enrico Letta le 27 avril 2013.

Le 24 avril, deux jours après l'inauguration de son second mandat, le président Napolitano, à la suite d'une troisième série de consultations des groupes parlementaires au Quirinal depuis les élections de février, charge le député démocrate Enrico Letta de former un gouvernement d'union nationale, alliant le PD, le PdL et la SC. Le 28 avril, le gouvernement Letta prête serment devant le président Napolitano, considéré par bien des politologues et journalistes comme étant l'architecte de ce gouvernement d'union, dont il a influencé le programme.
Le 30 août, le président de la République, honorant le droit que lui confère la Constitution, a nommé quatre sénateurs à vie : ainsi, les scientifiques Elena Cattaneo et Carlo Rubbia, le chef d'orchestre Claudio Abbado et l'architecte Renzo Piano sont honorés de cette prérogative présidentielle. Ces nominations, saluées dans le pays, sont cependant critiquées par une partie du centre-droit, les fidèles de Silvio Berlusconi ayant espéré la nomination, au palais Madame, de l'ancien chef du gouvernement. Le président Napolitano ayant nommé cinq sénateurs à vie — Mario Monti ayant été lui-même nommé par le chef de l'État en 2011 — comme l'autorisait la Constitution, il n'est alors plus possible pour Berlusconi d'espérer une telle nomination, convoitée puisque celle-ci pouvait lui garantir une complète immunité judiciaire capable de le protéger de toute charge. Le 16 décembre, recevant les cadres institutionnels et politiques du pays lors d'une réception, au palais du Quirinal, le président Napolitano, dans un discours, met en garde la classe politique si celle-ci devait ignorer la situation des citoyens les plus fragiles ; craignant l'apparition de conflits et de violences dans la péninsule, le vieux chef de l'État, qui prévient le même jour avoir l'intention de rendre son mandat d'ici quelques mois, soutient ouvertement l'étude de « mesures politiques et sociales plus fortes », attendues, selon lui, par de nombreux citoyens.

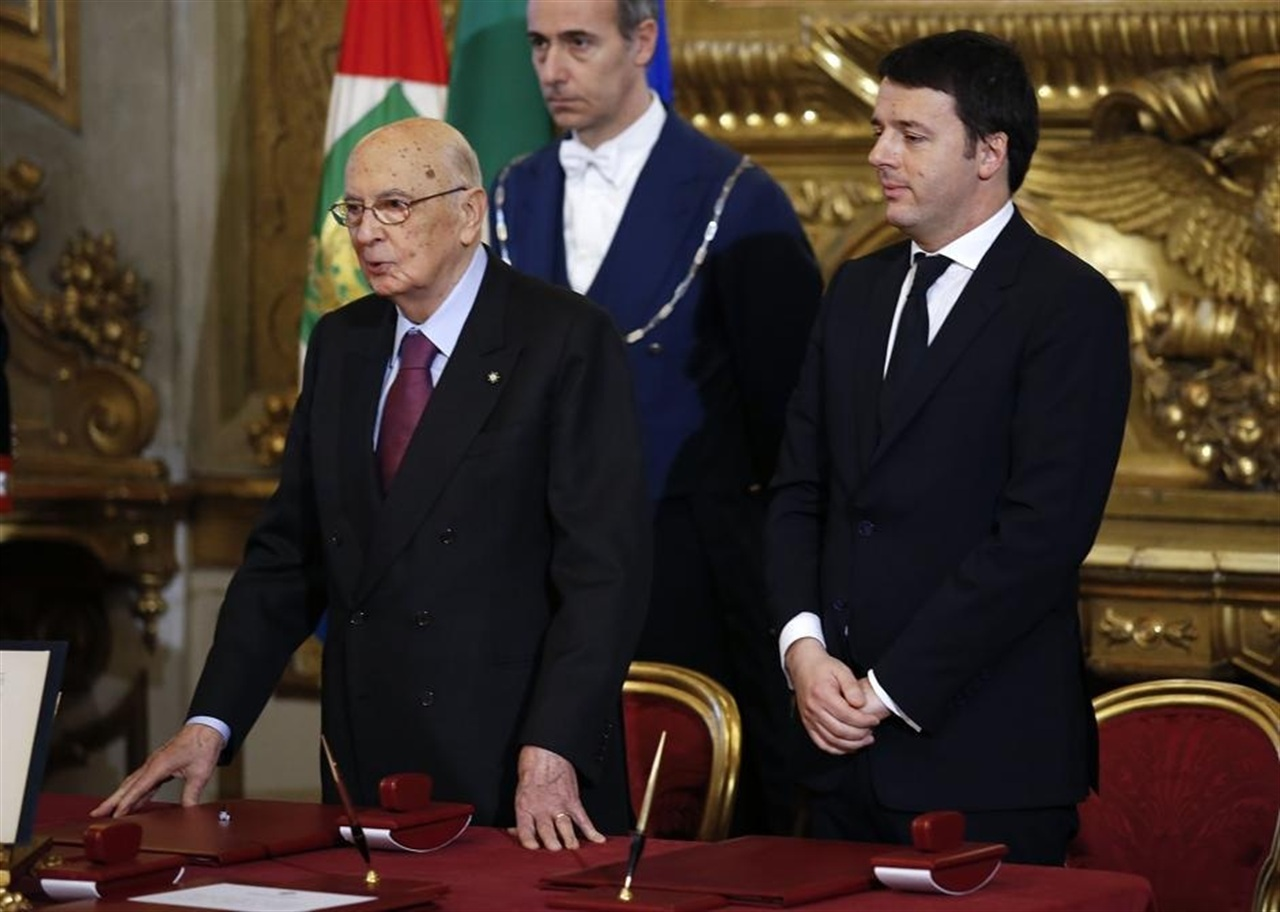
Le président Napolitano et Matteo Renzi, le 22 février 2014 à Rome.

Le 14 février 2014, quelques jours après été le sujet d'une tentative avortée d'impeachment provoquée par le M5S, le président Napolitano accepte la démission du président du Conseil, Enrico Letta, défié, la veille, par un vote interne du PD initié par le secrétaire du parti, Matteo Renzi. Après avoir consulté, d'usage, les différents partis politiques, le chef de l'État convoquait le maire de Florence le 17 février, le chargeant de la constitution d'un nouveau gouvernement d'union nationale ; quatre jours après cette convocation, Renzi accepte la présidence du Conseil et présente au président Napolitano la liste des ministres proposés pour former le nouveau gouvernement, bien qu'un différend semble avoir opposé les deux hommes quant aux nominations des ministres des Finances et des Affaires étrangères.
Au mois de mai suivant, à quelques jours des élections parlementaires européennes, cosignant une tribune avec ses homologues allemand, Joachim Gauck, et polonais, Bronisław Komorowski, le président Napolitano prône une forte participation citoyenne à ce scrutin, les enjeux étant considérables, comme la lutte contre le chômage et le rétablissement d'une croissance durable, que les trois présidents présentent comme un « objectif commun » ; dans cet appel est également évoqué l'avenir d'une véritable politique diplomatique, militaire et énergétique menée par l'Union européenne.

#### Derniers mois de mandat

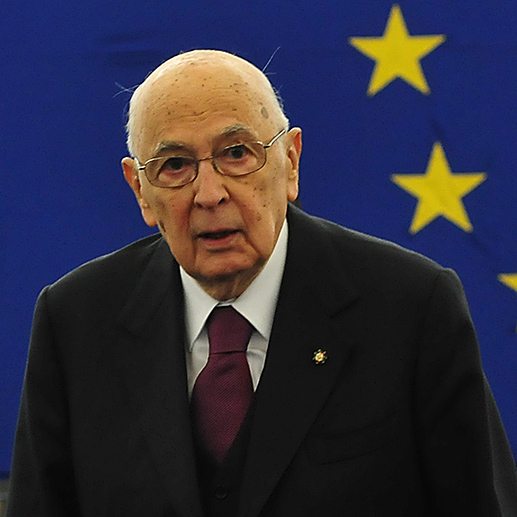
Giorgio Napolitano au Parlement européen en 2014.

Juste après avoir été réélu par les grands électeurs, et ce bien qu'il souhaite vivement prendre sa retraite politique, Giorgio Napolitano avait prévenu qu'il n'irait pas jusqu'à l'issue de son second septennat, évoquant notamment son grand âge, sa santé et le fait que sa reconduction à la présidence était avant tout un fait exceptionnel pour un contexte particulier. Depuis, à plusieurs reprises, la presse a évoqué le départ du président de la République, sans que celui-ci confirme ces dires même s'il continuait d'affirmer qu'il ne devait rester au Quirinal que le temps que les réformes institutionnelles soient mises en œuvre.
Le 8 décembre 2014, alors qu'il devait présenter ses vœux devant les corps constitués convoqués au Quirinal et que l'évocation d'une démission se faisait de plus en plus régulière,, le chef de l'État rappela qu'il s'était résolument engagé à demeurer président jusqu'à l'issue du « semestre de présidence italienne de l'Union européenne » pour que soit assurée la « continuité institutionnelle ». La presse italienne évoque alors une « démission imminente » de Giorgio Napolitano, à la mi-janvier, après que l'Italie aura symboliquement remis la présidence du Conseil de l'Union européenne à la Lettonie.
Dans son discours télévisé de fin d'année diffusé depuis le palais du Quirinal, le chef de l'État, âgé de 89 ans, évoque ouvertement sa démission prochaine, s'adressant en ces termes à ses concitoyens comme « à celui qui [lui] succédera à la présidence de la République »,. Dans son message, Giorgio Napolitano explique que son « âge avancé » et les « difficultés croissantes » qu'il rencontrait dans l'exercice de ses fonctions en Italie comme à l'étranger ne lui permettaient plus d'assumer convenablement ses fonctions ; la presse estime, à l'issue de ce discours, que la démission prochaine du président de la République, est le premier véritable problème politique qui se pose au chef du gouvernement, Matteo Renzi, depuis sa nomination au palais Chigi.

#### Démission et départ

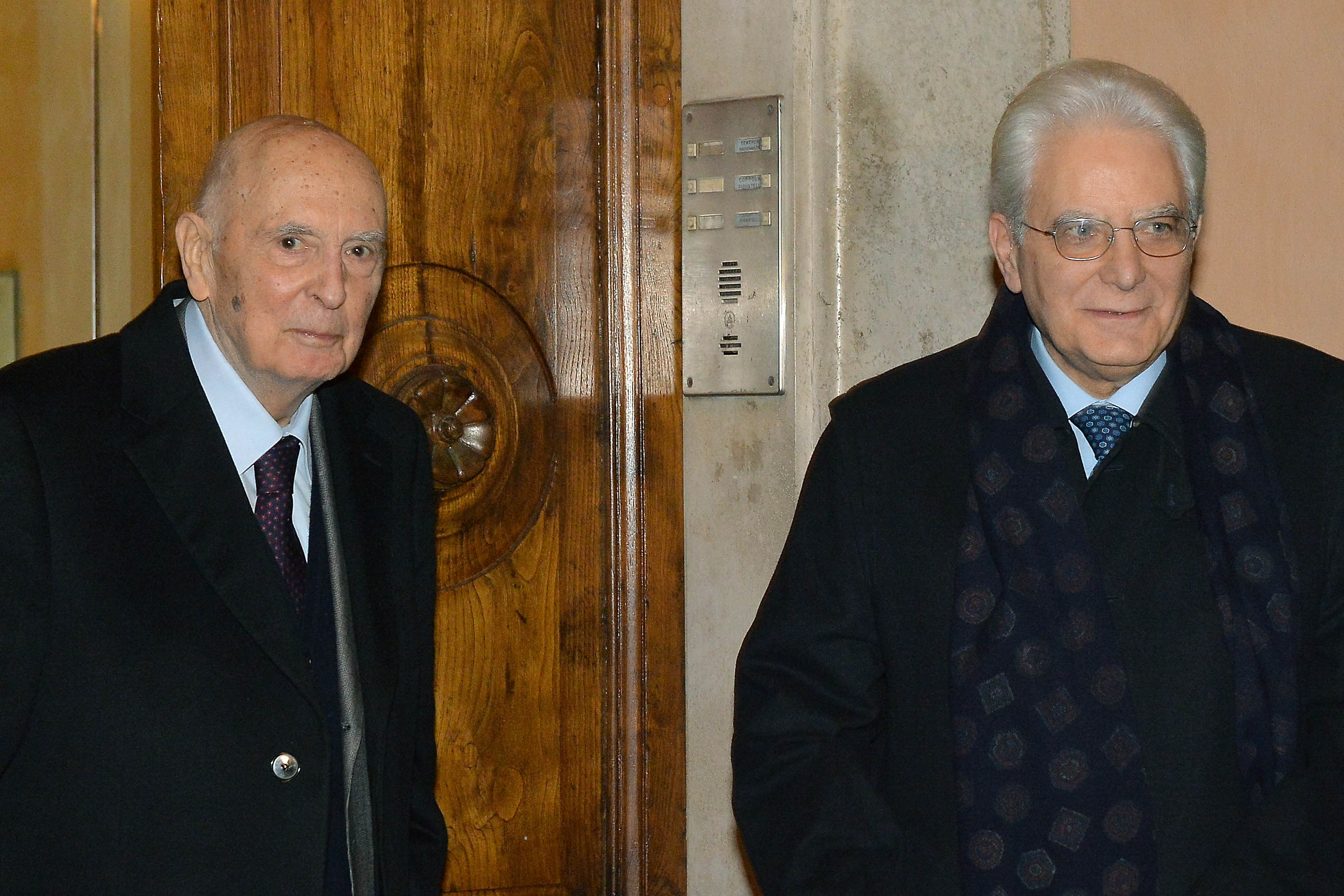
Giorgio Napolitano rencontrant son successeur Sergio Mattarella au lendemain de son élection en 2015.

Le 14 janvier 2015, le président Napolitano signe sa lettre de démission, qu'il fait parvenir aux présidents des chambres et au chef du gouvernement. Il quitte le palais du Quirinal le jour même, après avoir reçu une dernière fois les honneurs militaires. À ce jour, il détient le record de longévité (8 ans, 7 mois et 30 jours) à la présidence de la République italienne. Il est aussi le président en exercice le plus âgé au moment de quitter ses fonctions, juste devant Sandro Pertini, qui était âgé de 88 ans lorsqu'il a quitté le Quirinal en 1985. En outre, il est l'ancien président de la République italienne à avoir vécu le plus longtemps.
Après un bref intérim exercé par le président du Sénat, Pietro Grasso, il voit le juge constitutionnel Sergio Mattarella lui succéder à la présidence de la République. Ce dernier lui rend une visite de courtoisie dès le lendemain de son élection.

### Sénateur à vie après la présidence

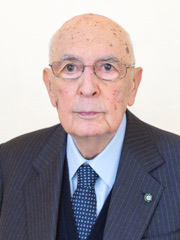
Portrait officiel de Giorgio Napolitano comme sénateur (2015).

En tant que « président émérite de la République italienne », titre donné aux anciens chefs de l'État italien, Giorgio Napolitano jouit du droit de siéger à vie au Sénat de la République ; il s'agit d'un honneur que le M5S lui conteste pour de multiples raisons, dont le manque de neutralité que ce parti lui reproche, lequel lui demande même de renoncer à ce mandat pour permettre l'économie de plusieurs dizaines de milliers d'euros. Le 19 janvier 2015, moins d'une semaine après sa démission de la présidence, il s'inscrit au sein du groupe PLA-PSI-MAIE, une alliance de partis de centre-gauche.
Après la mort de Carlo Azeglio Ciampi, survenue le 16 septembre 2016, Giorgio Napolitano est, à 91 ans, le doyen du Sénat de la République. Le 22 mars 2018, date de la fin du mandat du sénateur Sergio Zavoli né en 1923, il devient également le membre le plus âgé du Parlement de la République italienne
Le 23 mars 2018, en sa qualité de doyen d'âge, il préside au Sénat la séance d'ouverture de la XVIIIe législature et garde la présidence provisoire de la chambre haute jusqu'à l'élection d'Elisabetta Casellati comme présidente du Sénat, le lendemain.
En octobre 2022, alors qu'il est âgé de 97 ans, il doit présider la séance d'ouverture de la XIXe législature — qui voit finalement l'élection d'Ignazio La Russa (FdI) à la présidence de la haute assemblée — mais ne pouvant le faire pour des raisons de santé, il délègue cette tâche à la vice-doyenne du Sénat, Liliana Segre, âgée de 92 ans.

## Mort et hommages
Giorgio Napolitano meurt dans la soirée du 22 septembre 2023 à la clinique Salvator Mundi du Janicule à Rome à l'âge de 98 ans. Il est le président de la République italienne à avoir vécu le plus longtemps. Un jour de deuil national et des funérailles d'État sont aussitôt décrétés par le gouvernement.
À l'annonce de sa mort, le président Sergio Mattarella rend hommage à celui qui « reflète une grande partie de l'histoire de la seconde moitié du XXe siècle ». De son côté, la présidente du Conseil des ministres, Giorgia Meloni, présente « ses plus profondes condoléances » à la famille de l'ancien chef de l'État. À l'étranger, le président français Emmanuel Macron salue une « figure éminente de la politique italienne ».

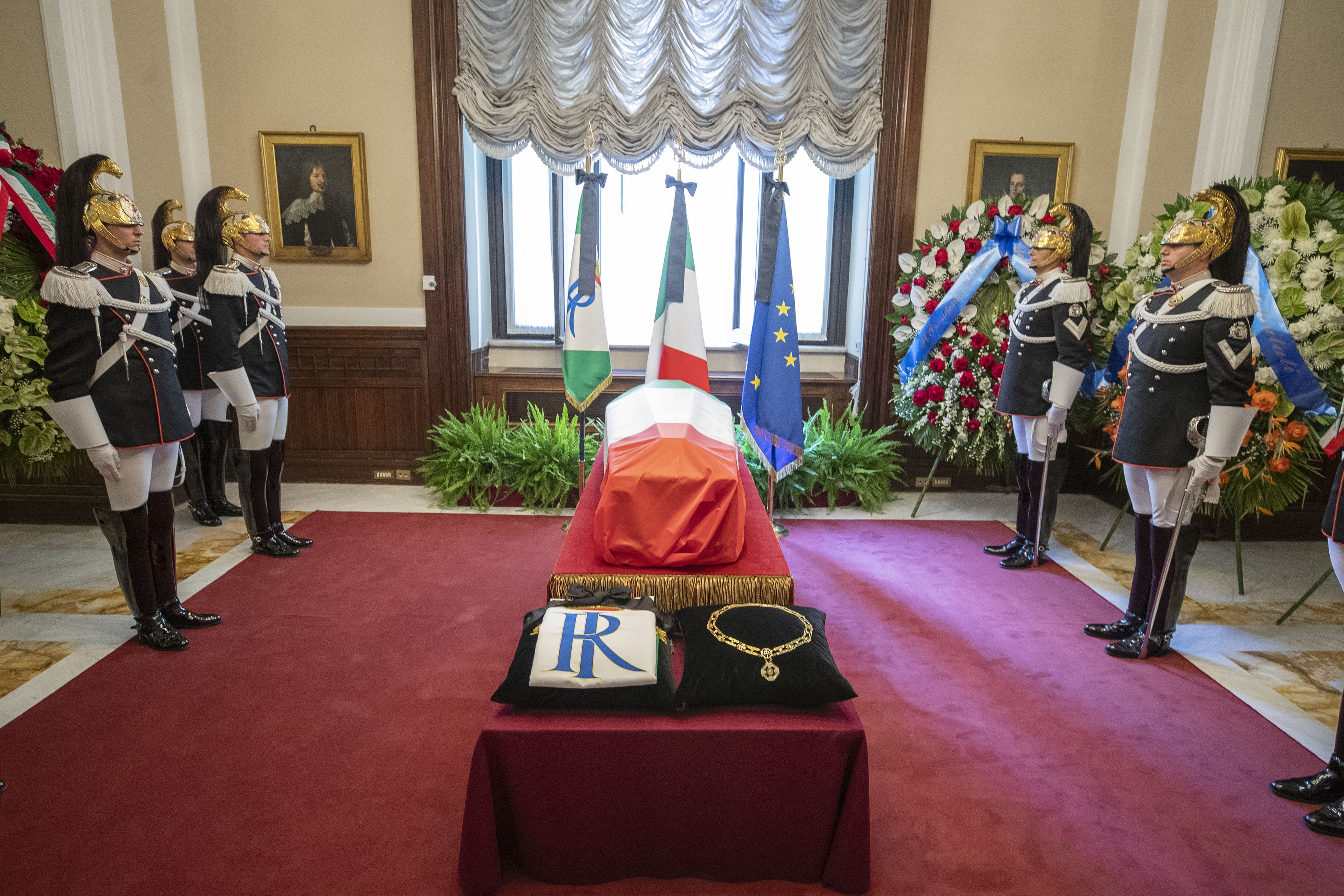
Exposition du cercueil de Giorgio Napolitano au palais Montecitorio.

La dépouille du défunt sénateur à vie est transportée au palais Madame, où une chapelle ardente est installée en son honneur. Le pape François s'y rend notamment, pour lui rendre hommage ; c'est alors la première fois qu'un chef de l'Église catholique vient s'incliner devant le cercueil d'un ancien dirigeant d'État.
Conformément aux dernières volontés de Giorgio Napolitano qui ne souhaitait pas de cérémonie religieuse, ses funérailles civiles sont célébrées le 26 septembre 2023 dans l'enceinte du palais Montecitorio, en présence des plus hauts représentants de l'État italien, du président français Emmanuel Macron et de son homologue allemand Frank-Walter Steinmeier. D'anciens dirigeants européens comme Heinz Fischer, Aníbal Cavaco Silva et François Hollande viennent également rendre hommage à l'ex-président de la République italienne. 
À l'issue de cette cérémonie, Giorgio Napolitano est inhumé au cimetière anglais de Rome.

## Détail des mandats et fonctions

### À la présidence de la République
- 15 mai 2006 – 14 janvier 2015 : président de la République italienne.

### Au gouvernement
- 1996-1998 : ministre de l'Intérieur[N 2].

### Au Sénat de la République
- 2005-2006 : sénateur à vie.
- 2015-2023 : sénateur à vie.

### À la Chambre des députés
- 1953-1963 : député de Naples.
- 1968-1996 : député de Naples.
- 1981-1986 : président du groupe communiste à la Chambre des députés.
- 1992-1994 : président de la Chambre des députés.
- 2003-2006 : président de la Fondation de la Chambre[N 3].

### Au Parlement européen
- 1989-1992 : député européen pour l'Italie méridionale.
- 1999-2004 : député européen pour l'Italie méridionale.
- 1999-2004 : président de la commission des affaires constitutionnelles.

### Au sein du PCI
- 1966-1969 : coordinateur du bureau politique du PCI.
- 1969-1975 : responsable culturel du PCI.
- 1976-1979 : responsable du PCI chargé des questions économiques et syndicales.
- 1986-1989 : responsable du PCI chargé de la politique extérieure et des relations internationales.

## Publications
- Intervista sul PCI, avec Eric Hobsbawm, Laterza, 1975, 132 p.
- Oltre i vecchi confini. Il futuro della sinistra e l'Europa, Milan, A. Mondadori, 1989, 179 p.  (ISBN 88-04-32174-1).
- Al di là del guado. La scelta riformista, Rome, Lucarini, 1990, 130 p.  (ISBN 88-7033-466-X).
- Dal PCI al socialismo europeo. Un'autobiografia politica, Rome-Bari, Laterza, 2005, 362 p.  (ISBN 88-420-7715-1).
- Una transizione incompiuta ?, Milan, BUR, 2006, 207 p.  (ISBN 88-17-01429-X).
- Altiero Spinelli e l'Europa, Bologne, Il mulino, 2007, 94 p.  (ISBN 978-88-15-11936-0).
- Una e indivisibile. Riflessioni sui 150 anni della nostra Italia, Rome, Rizzoli, 2011, 208 p.  (ISBN 88-17-04974-3).
- Europa, politica e passione, Feltrinelli, 2016, 96 p.  (ISBN 978-8807173066).

## Décorations

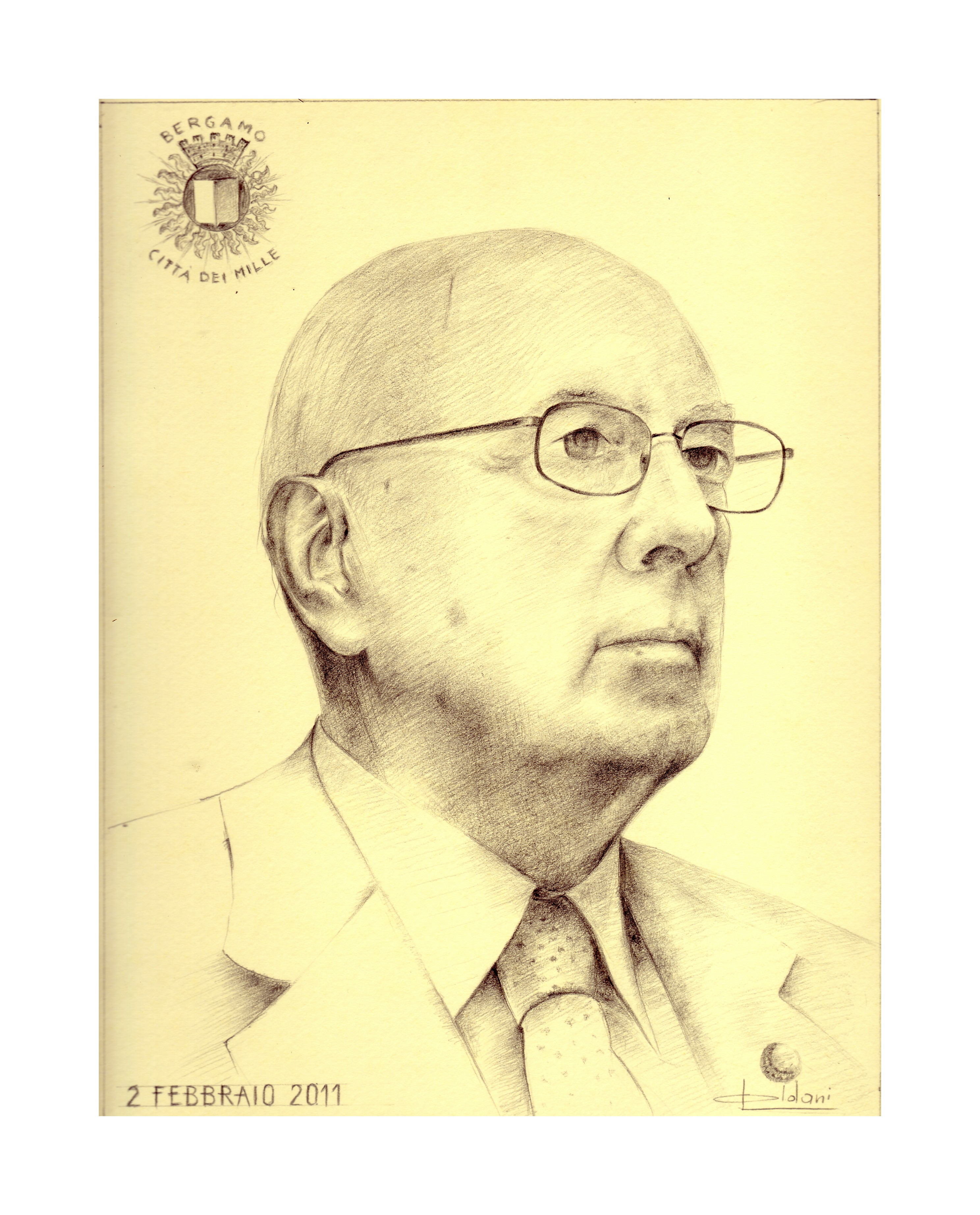
Portrait de Giorgio Napolitano.

### Italiennes
- Grand maître et Chevalier grand-croix au grand cordon de l'ordre du Mérite de la République italienne, au titre de président de la République italienne.
- Grand maître de l'ordre de l’Étoile de la solidarité italienne.
- Grand maître de l'ordre de Vittorio Veneto.
- Grand maître de l'ordre du Mérite du travail.
- Grand maître de l'ordre militaire d'Italie.

### Étrangères
- Grand-croix de l'ordre de Skanderbeg (Albanie)
- Grand-croix de l’ordre du Mérite de la République fédérale d'Allemagne
- Collier de l'ordre du roi Abdelaziz (Arabie saoudite)
- Grand-croix de l'ordre national de la Croix du Sud du Brésil
- Grand-croix de l'ordre de l’Étoile Planina (Bulgarie)
- Grand-croix de l'ordre du Mérite du Chili
- Chevalier du grand ordre de Mugunghwa (Corée du sud)
- Grand-croix de l'ordre du Roi Tomislav (Croatie)
- Grand-croix de l’ordre d’Isabelle la Catholique (Espagne)
- Grand-croix de l'ordre de la Rose blanche (Finlande)
- Grand-croix de la Légion d'honneur (France)
- Compagnon de l'ordre de l'Étoile (Ghana)
- Grand-croix de l’ordre du Rédempteur (Grèce)
- Médaille présidentielle (Israël)
- Collier de l'ordre de Mubarak le Grand (en) (Koweït)
- Grand-croix de l'ordre du Mérite du Liban
- Commandeur de l'ordre du Mérite de Lituanie
- Collier de l'ordre de Ali ibn Hussein (Jordanie)
- Grand-croix de l'ordre du Lion d'or de la maison de Nassau (Luxembourg)
- Compagnon d'honneur avec collier de l'ordre national du Mérite (Malte)
- Grand-croix pro Merito Melitensi (OSM)
- Grand collier de l'État de Palestine (Palestine)
- Chevalier de l'ordre de l'Aigle blanc (Pologne)
- Grand-cordon de l'ordre de l'Indépendance (Qatar)
- Collier de l'ordre de l'Étoile de Roumanie
- Grand-croix de l'ordre national du Mérite (Saint-Marin)
- Grand-croix de l'ordre de la Double Croix Blanche (Slovaquie)
- Grand-croix de l'ordre national du Mérite (Slovénie)
- Chevalier de l'ordre des Séraphins (Suède)
- Grand-cordon dans l'ordre des Omeyyades (Syrie)
- Collier de l'ordre de l'État (république de Turquie)
- Grand-cordon de l'ordre de la République (Tunisie)
- Collier de l'ordre de Pie IX (Vatican)

### Doctoratshonoris causa
Il a obtenu plusieurs Doctorats honoris causa :
- Université complutense de Madrid  (29 janvier 2007,  Espagne)[80]
- Université de Trente (11 février 2008,  Italie)[81]
- Université hébraïque de Jérusalem  (26 novembre 2008,  Israël)[82]
- Université Paris-Sorbonne (28 septembre 2010,  France)[83]
- Université de Bologne (20 octobre 2011,  Italie)[84]
- Université de Pavie  (19 novembre 2015,  Italie)[85]